# Urburschenschaft

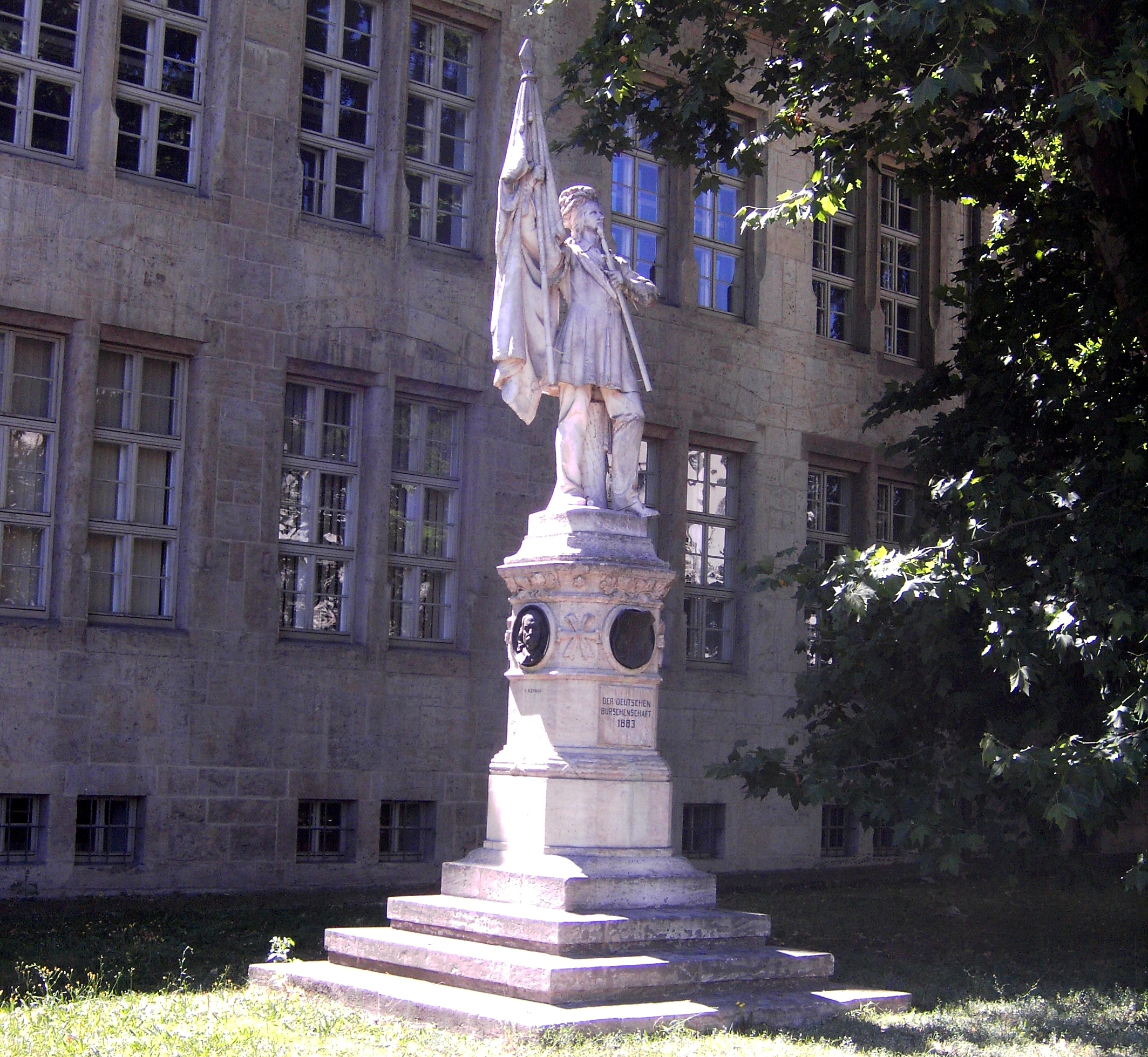
Monument a la Urburschenschaft a Jena.

Urburschenschaft (alemany: Fraternitat estudiantil originària) és el nom sota el qual es coneix la primera Burschenschaft o organització d'estudiants universitaris d'Alemanya. Al segle xix eren associacions d'individus d'idees relacionades amb el nacionalisme i el liberalisme. De la mateixa manera que es volia superar la condició fragmentària de les associacions d'estudiants (Studentenverbindungen), pretenien sobrepassar la divisió en estats petits (Kleinstaaterei) del territori nacional alemany.
Aquesta primera fraternitat va ser fundada el 12 de juny de 1815 a la taverna "Grüne Tanne" de Jena (Turíngia). Amb 859 membres actius, englobava el 60 per cent dels estudiants de la Universitat de Jena de 1815 a 1820. Un dels seus primers integrants va ser Henrich von Gagern, president del Parlament de Frankfurt de 1848 a 1849.
La roba que portaven els estudiants seguia la moda anti-francesa coneguda com a "altdeutsche Tracht", com a mostra de la seva diferenciació i oposició a l'ordre napoleònic d'Europa. Les insígnies que duien també remetien a la simbologia germànica. La seva bandera, que durien també els membres del Lützowsche Freikorps a les Guerres Napoleòniques, va arribar a ser coneguda com a Wartburgfahne. Els seus colors eren el negre, el vermell i el daurat, que més tard esdevindrien els colors de la bandera nacional del país.